# Ars Rediviva
Ars Rediviva était un ensemble tchèque réputé, basé à Prague. Il a joué un rôle essentiel dans la redécouverte de la musique baroque en Tchécoslovaquie.

## Histoire

### Débuts
Fondé en 1951 par le flûtiste Milan Munclinger et sa femme, la pianiste et claveciniste Viktorie Švihlíková, Ars Rediviva - à l'initiative de Jean-Pierre Rampal - a repris le nom de l´ensemble français de Claude Crussard, dont les membres ont péri tragiquement en 1947.
Dans les années 1950, le chef de l'Orchestre philharmonique tchèque Václav Talich a travaillé avec l'ensemble.

### Musique baroque (1954–1994)
Depuis 1954, Ars Rediviva a donné son cycle de concerts pour les abonnés au Palais Wallenstein, plus tard dans la Salle Dvořák au Rudolfinum à Prague (toujours 6, plus tard 12 concerts au cours de la saison). Pendant 40 ans, plusieurs centaines d'œuvres baroques y ont été présentées au public, parmi lesquelles de nombreuses premières de manuscrits d'archives.
Une partie des enregistrements des concerts au Rudolfinum est déposée au Musée tchèque de musique (voir Liens externes).

## Solistes
Ars Rediviva, formé par Milan Munclinger - flûte, Stanislav Duchoň - hautbois (plus tard suivi de Václav Snítil et Antonín Novák - violon), František Sláma - violoncelle et Viktorie Švihlíková (suivie de Josef Hála) - clavecin, s´est consacré particulièrement à la musique de chambre.
En élargissant son répertoire, la formation a régulièrement atteint l'effectif d'un orchestre de chambre, composé pour la plupart des solistes de l'Orchestre philharmonique tchèque et dirigé par Milan Munclinger.
Dans les compositions vocales se présentaient p.ex. les solistes Theo Altmeyer, Nedda Casei, Otto Peter, Věra Soukupová, Ladislav Mráz, Karel Berman, Jana Jonášová, Virginie Walterová, ainsi que le chœur de l'Orchestre philharmonique tchèque – Český pěvecký sbor en tchèque.
Ars Rediviva a également collaboré avec Jean-Pierre Rampal (1951-1984), Maurice André, András Adorján. Il a donné de nombreux concerts en Europe. Plusieurs compositeurs tchèques (par exemple Ilja Hurník, Jan Tausinger, Ivan Jirko, Petr Eben) lui ont dédicacé leurs compositions néo-classiques.

## Enregistrements et répertoire
L'ensemble a été le premier en Tchécoslovaquie à enregistrer beaucoup d'œuvres baroques (par exemple Johann Sebastian Bach : les Concertos brandebourgeois, suites pour orchestre, l'Offrande musicale, l'Art de la fugue, cantates sacrées et profanes, l´œuvres de musique de chambre ; Carl Philipp Emanuel Bach: les symphonies, cantates, sonates en trio, sonates pour clavier, concertos pour clavecin, concertos pour violoncelle, concertos pour flûte traversière; Johann Christian Bach : les symphonies, l´œuvres de musique de chambre; Wilhelm Friedemann Bach: les symphonies, l´œuvres de musique de chambre ; Georg Friedrich Haendel : Musique pour les feux d'artifice royaux, Water Music, les sonates en trio opus 2 et opus 5, les sonates opus 1 ; Georg Philipp Telemann: les suites pour orchestre, symphonies, concertos, Moralische Kantaten, la Musique de table, les Quatuors Parisiens, Essercizii Musici ; Heinrich Schütz: Oratorio de Noël ; François Couperin: les sonates en trio, Le Parnasse ou l'apothéose de Corelli, le Concert en forme d'apothéose à la mémoire de l'incomparable M. de Lully, les Concerts royaux; Jean-Philippe Rameau : les Pièces de clavecin en concert ; Antonio Vivaldi: Stabat Mater, les sonates, concertos, cantates; Arcangelo Corelli: l´œuvres de musique de chambre; Alessandro Scarlatti : les cantates, l´œuvre instrumentale de musique de chambre; Franz Benda : les concertos pour flûte - un des premiers enregistrements de Jean-Pierre Rampal en Tchécoslovaquie, sonates en trio, symphonies ; Jiří Antonín Benda : les concertos pour clavecin, symphonies, sonates en trio, le duodrame Ariadne auf Naxos, Bendas Klage ; François-Xavier Richter : les sonates en trio ; Jan Dismas Zelenka : les sonates en trio, l´œuvre pour orchestre, Lamentationes Jeremiae Prophetae, etc.)
Depuis 1954, Ars Rediviva a collaboré avec Supraphon, plus tard avec Panton, Columbia, Vanguard, Ariola, DG, CBS, Orfeo, Nippon, Sony Classical et aussi avec la Radio et la Télévision (distinctions : Grand Prix du Disque de l'Académie Charles Cros, "Lion d'or de Supraphon", etc.).